# Walter Hilgers
Walter Hilgers (n. 1959, Stolberg, zona de ocupație americană în Germania⁠(d), Germania este un dirijor și tubist german.
Din 2016, Walter Hilgers este dirijor invitat permanent și director artistic onorific al Filarmonicii "Paul Constantinescu" din Ploiești. Între 2007 și 2014, a fost dirijor principal invitat al Orchestrei Filarmonicii Banatul din Timișoara, iar între 2017 și 2020 a fost dirijor principal al Orchestrei Simfonice Provinciale Santa Fe din Argentina.
În calitate de dirijor invitat, a condus, printre altele Orchestra Filarmonicii din Montevideo, Orchestra Simfonică Națională din Montevideo, Orchestra Națională din Buenos Aires, Orchestra Filarmonicii din Buenos Aires, Orchestra Teatrului Argentino din La Plata, Orchestra Filarmonicii din Mendoza, Orchestra Simfonică UNCUYO din Mendoza, Orchestra Simfonică din Porto Alegre, Orchestra Filarmonicii din Bogotá, Orchestra Filarmonicii de Stat din Košice, Orchestra Filarmonicii din Zagreb, Orchestra Filarmonicii din Nisa, Capela Academică de Stat St. Petersburg, Orchestra de Stat Brandenburg din Frankfurt, Orchestra Radio din München, Orchestra Teatrului Național din Mannheim, Orchestra de Cameră Radio București, Orchestra Națională Radio din București, Orchestra Filarmonicii George Enescu din București, Orchestrele Filarmonicilor de Stat din Arad, Bacău, Cluj, Craiova, Iași, Oradea, Sibiu, Târgu Mureș, Timișoara și Orchestrele Filarmonicilor din Pitești și Ploiești.  De asemenea, a dirijat concerte camerale ale Orchestrei Bavareze de Stat din München, Orchestrei Filarmonicii de Stat din Hamburg, Deutsche Radio Philharmonie Saarbrücken Kaiserslautern, Mecklenburgische Staatskapelle Schwerin, Orchestrei Filarmonice din Qatar, Orchestrei Filarmonice din Daejeon și Orchestrei Simfonice din Valencia.
Walter Hilgers s-a născut la Stolberg, în Renania. Și-a făcut pregătirea instrumentală la tubă, contrabas și pian la Universitatea de Muzică și Dans Köln din Aachen. Angajamentele sale ca tubist l-au dus la Orchestra Simfonică din Düsseldorf, Orchestra de Stat a Filarmonicii din Hamburg, Orchestra NDR Elbphilharmonie, Orchestra Festivalului de la Bayreuth și la Filarmonica din Viena. A fost membru fondator al ansamblului de alămuri German Brass din 1984 până în 2007.
În 1988, orașul Bayreuth i-a acordat râvnita "Eichala" Bayreuth pentru numeroșii săi ani de participare la Festivalul Bayreuth.  Prof. Walter Hilgers a predat la Universitatea de Muzică din Lübeck, la Universitatea de Muzică și Dans din Köln, la Aachen și Düsseldorf, la Universitatea de Muzică și Teatru din Hamburg, la Universitatea de Muzică Franz Liszt din Weimar și la Conservatorul Superior de Música de Aragón din Zaragoza.  Activitățile sale ca profesor, solist, muzician de cameră și dirijor din ultimele decenii l-au dus în numeroase țări europene, în SUA, America Latină, Australia și Asia.  Walter Hilgers a concertat pe aproape toate scenele celebre din lume, precum Teatro Colon din Buenos Aires, Centrul Cultural Kirchner din Buenos Aires, Carnegie Hall din New York, Sydney Opera House, Suntory Hall din Tokyo, Tokyo Opera City Concert Hall, Sapporo Concert Hall, Sala São Paulo, Teatrul Bolshoi, Sala Conservatorului din Moscova, Sala St. Petersburg Philharmonic Hall, Royal Albert Hall din Londra, Concertgebouw Amsterdam, Sala de concerte a KKL Lucerna, Ateneul Român din București, Gewandhaus Leipzig, Sala Filarmonicii din Köln, Bayreuth Festspielhaus, Sala Filarmonicii din Berlin, Opera de Stat din Viena și Wiener Musikverein.